# Primula celsiiformis
Primula celsiiformis är en viveväxtart som beskrevs av Isaac Bayley Balfour. Primula celsiiformis ingår i släktet vivor, och familjen viveväxter. Inga underarter finns listade i Catalogue of Life.